# Супердівчина (Кара Зор-Ел)
Супердівчина (англ. Supergirl) — вигадана супергероїня, що з'являється в американських коміксах, виданих DC Comics. Персонажку було створено сценаристом Отто Біндером і розроблено художником Алом Пластіно. Супердівчина вперше з'явилася в історії, опублікованій в Action Comics № 252 (травень 1959) під назвою «Супердівчина з Криптона».
Кара Зор-Ел є біологічною двоюрідною сестрою Кал-Ела (Супермена). Починаючи з дебюту персонажки в коміксах, Супердівчину Кари Зор-Ел було адаптовано на різні медіа, включно з товарами, телебаченням і фільмами. Проте протягом 1980-х і революції Сучасного віку коміксів редактори «Супермен» вірили, що історія персонажки стала надто звивистою, та вирішили відновити Супермена як «Останнього сина Криптона». Тому Супердівчину було вбито протягом обмеженої серії 1985 року Криза на нескінченних Землях і ретконовано з існування. Десятки років після Кризи кілька персонажок, непов'язаних із Суперменом, використовували псевдонім Супердівчина.
Кара Зор-Ел повернулася до панівного сценарію 2004 року, коли старший віцепрезидент і виконавчий редактор DC Comics Ден ДіДіо, разом з редактором Едді Берганзою та сценаристом коміксів Джефом Лебом, повторно ввели персонажку в сюжетній лінії Супермен/Бетмен «Супердівчина з Криптона». Назва зобов'язана початковому дебюту персонажки 1959 року. Як поточна Супердівчина, Кара Зор-Ел є зіркою власної щомісячної серії коміксів. З перезапуском DC 2011 року Кару, як і більшість зі всесвіту DC, було перероблено. DC перезапустила комікс «Супердівчина» в серпні 2016 року як частину своєї ініціативи DC Rebirth. Кілька акторок грали Супердівчину в кінофільмах і телесеріалах, включно з Гелен Слейтер, Лорою Вандервурт і останнім часом Меліссою Бенойст у спільному DC мультивсесвіті Стріли.

## Історія публікацій

### Раннє життя
Хоча Кара Зор-Ел була першою персонажкою, яка використовувала ім'я «Супердівчина», DC Comics випробували три різні жіночі версії Супермена перед її дебютом.
Першою історією, що зображала жіночого двійника Супермена, була «Лоїс Лейн — Супержінка», яку було опубліковано в Action Comics № 60 (травень 1943). Госпіталізованій Лоіс Лейн сниться, що вона отримала суперсили завдяки переливанню крові від Людини зі сталі. Вона починає власну кар'єру як «Супержінка», в комплекті з версією костюму Супермена.
В історії «Супербой» № 78 під назвою «Клер Кент, псевдонім Суперсестра», Супербой рятує життя іншопланетянці на ім'я Шар-Ла, котра обертає Супербоя на дівчину у відповідь на його зневажливі думки про водійок, які він отримав телепатично. У Смолвілі Кларк називається Клер Кент, позаміською родичкою, що лишається з Кентами. Коли він з'являється в костюмі сестри Супербоя, Суперсестра стверджує, що вони помінялися місцями. Щойно Супербой засвоює урок про вияв більшої поваги жінкам, Шар-Ла розкриває, що епізод був сном, який вона спроектувала до розуму Супербоя.
У «Супермен» № 123 (серпень 1958), Джиммі Олсен використовує магічний тотем, аби забажати існування «Супердівчини», як супутниці та помічниці Супермена; проте, вони часто стають на шляху один одного, дока вона не зазнає смертельного поранення, захищаючи Супермена від криптонітового метеора. За її наполяганням Джиммі бажає неіснування вмираючої дівчини. DC використала цю історію, щоб оцінити відповідь загалу на ідею цілком нового надсильного жіночого двійника Супермена.
Версія Супердівчини Кари Зор-Ел нарешті з'явилася в Action Comics № 252 (травень 1959). Отто Біндер написав, а Ал Пластіно ілюстрував її дебютну історію, в якій Кара народилася та виросла в Арго-Сіті (неназваному до останніх випусків), фрагменті Криптона, що уникнув знищення. Коли місто було приречене на метеоритний дощ, Кару відправили на Землю батьки, Зор-Ел і Алура (неназвана до останніх випусків), щоб її виростив її двоюрідний брат Кал-Ел, відомий як Супермен. Супердівчина прийняла таємну особистість сироти «Лінда Лі» та зробила дитячий будинок Мідвейла своїм домом. Супердівчина обіцяла Суперменові, що вона зберігатиме своє існування на Землі в таємниці, так що він може використовувати її як «таємну зброю», але це не зупинило Супердівчину від прихованого вивчення своїх нових сил. Action Comics № 255 опублікував читацькі листи-коментарі до першої появи Супердівчини; вона нібито спричинила значну та переважно позитивну реакцію.
Супердівчина, починаючи зі свого дебюту, стала регулярною резервною смугою в Action Comics. Вона долучилася до Легіону супергероїв, як зробив її двоюрідний брат, бувши підлітком, і в Action Comics № 279 (липень 1961) її вдочерили Фред і Една Денверси, назвавши «Лінда Лі Денверс». Супердівчина діяла три роки як таємна зброя Супермена, доки вона не була нарешті представлена своїм надсильним двоюрідним братом необізнаному світові в Action Comics № 285 (лютий 1962).
Протягом останньої чверті сторіччя Лінда Денверс мала багато професій, від студентки і студентського радника до акторки та навіть телеоператора. Вона поділяла Action Comics з Суперменом, до перенесення на головну роль у Adventure Comics наприкінці 1960-х. 1972 року вона нарешті перейшла до власного короткотривалого однойменного журналу, перед тим, як DC злив свої назви Супердівчина, Лоіс Лейн і Джиммі Олсен у єдину антологію під назвою Родина Супермена. 1982 року Супердівчину було перезапущено у власний журнал.

### Смерть протягом «Кризи на нескінченних Землях»
1985 року максісерія «Криза на нескінченних Землях» задумувалася як спосіб зменшити сценарій DC до одного всесвіту, в якому всі персонажі зберігали б єдину історію. Попри незмінну популярність Супердівчини та статус центрального члена «Родини Супермена», редактори DC Comics і творці максісерії вирішили вбити Супердівчину протягом Кризи. Згідно з Марвом Вулфманом, сценаристом Кризи на нескінченних Землях:

До Кризи здавалося, що половина Криптона уникнула вибуху. У нас були Супермен, Супердівчина, Крипто, злочинці Фантомної зони, пляшкове місто Кандор і багато інших. Нашою метою було зробити Супермена унікальним. Ми повернулися до його походження та зробили Кал-Ела єдиним уцілілим Криптона. Тому, на жаль, Супердівчина мала померти. Проте, ми були у захваті від усіх листів, які ми отримали, про те, що смерть Супердівчини під час Кризи була найліпшою її історією, яку вони будь-коли читали. Дякую. До речі, Я теж сумую за Карою.
Оригінальний текст (англ.)
[Before Crisis it seemed that half of Krypton had survived the explosion. We had Superman, Supergirl, Krypto, the Phantom Zone criminals, the bottle city of Kandor, and many others. Our goal was to make Superman unique. We went back to his origin and made Kal-El the only survivor of Krypton. That, sadly, was why Supergirl had to die. However, we were thrilled by all the letters we received saying Supergirl's death in Crisis was the best Supergirl story they ever read. Thank you. By the way, I miss Kara, too.] Помилка: {{Lang}}: текст вже має курсивний шрифт (допомога)
— Марв Вулфман
Ідею вбивства Супердівчини було вперше задумано віцепрезидентом і виконавчим редактором DC Діком Джордано, котрий лобіював до смерті видавцям DC. Він пізніше сказав, що ніколи не шкодував про це, пояснюючи: «Супердівчину спочатку було створено, щоби скористатися високими продажами Супермена, і не так багато було вкладено в її створення. Її було створено по суті як жіночого Супермена. З часом, сценаристи та художники поліпшили її виконання, але вона ніколи справді не додавала нічого до міфу про Супермена — принаймні не для мене». Погані початкові відгуки про фільм 1984 року «Супердівчина» були також засуджені деякими джерелами.
1989 року в казці «Різдво з супергероями» душа Кари являється Бостону «Мрець» Бренду, підбадьорюючи його, а потім зникає зі сценарію до 2001 року (див. нижче).
Деякі персонажі, непов'язані з Суперменом, незабаром узяли особистість Супердівчини, включно з Матрикс (перетворювальна генно-інженерна форма життя, що була «за замовчуванням» як Супердівчина), Лінда Денверс (наслідок злиття Матрикс із помираючою Ліндою Денверс, яка стала земним янголом вогню) і Сір-Ел (очевидно, дочка Супермена з можливого майбутнього).
Героїня, що нагадує до-Кризову Кару, пізніше з'явилася в Остаточній Кризі: Легіон трьох світів № 5, разом з усією армією Легіонерів, зібраною з альтернативних світів, часів і реальностей, для битви з Часовим мисливцем.

### Зустріч двох Супердівчат
До після-Кризового введення Кари Зор-Ел у панівний сценарій, до-Кризова Кара Зор-Ел з'явилася в «Супердівчина: Багато щасливих повернень» Пітера Девіда. Тодішня серія Супердівчини, на той час Лінди Денверс, була під загрозою скасування, і Пітер Девід думав, що сюжетної арки за участю Кари Зор-Ел буде достатньо для оживлення серії. В інтерв'ю з Кліффом Біггерсом із Newsarama, Девід зазначив:

Хоча в глибині моєї свідомості завжди було те, що пов'язана з Карою сюжетна лінія може бути цікавою, поштовхом до цього були, відверто кажучи, продажі… Я намагався з'ясувати, хто наразі не читав серію, і я прийшов до таких двох груп: Ті, кому набридла поточна сюжетна лінія, та ті, хто не приймав жодну Супердівчину, яка рятувала б Кару. Роблячи «Багато щасливих повернень», я намагався втягнути обидві потенційні аудиторії.
Оригінальний текст (англ.)
Although it had always been in the back of my mind that doing a Kara-related storyline might be fun, the impetus at this point was, frankly, sales… I was trying to figure out who currently wasn’t reading the series, and came up with two groups that we’d have a shot at getting: Those who’d become bored with the current storyline, and those who didn’t accept any Supergirl save Kara. By doing ‘Many Happy Returns,’ I sought to pull in both potential audiences.
— Пітер Девід
У випусках 48—49 серії Супердівчина Лінди Денверс 2001 року, оригінальна мертва Кара з'являється як «янгол-охоронець» Лінди. Потім у випусках 75—80 «Багато щасливих повернень» молода Кара з'являється з раннього часу задовго до Кризи. Парадокс стає моральною кризою для Лінди, котра намагається зайняти її місце як жертви Кризи, живучи багато років у всесвіті Срібного віку, де «ніхто не лається, лиходіїв завжди легко перемогти й усе дуже-дуже чисте». Цей хід було ілюстровано Едом Бенесом, котрий також ілюстрував Хижих птахів Гейла Сімона, який мав схожий примхливий дух товариства між героїнями.
Неспроможність Лінди зрештою врятувати Кару є настільки руйнівною, що поклало край її власній кар'єрі Супердівчини. Ця сюжетна арка зазвичай цитується як одна з найкращих історій про Супердівчину, будь-коли написаних. Серія закінчується 80 випуском.

### Відродження
Після запуску серії коміксів Супермен/Бетмен, виконавчий редактор Ден ДіДіо шукав способи спростити персонажку Супердівчини від її звивистої після-Кризової історії; найпростішою версією, звичайно, була двоюрідна сестра Супермена. Джеф Леб і редактор Едді Берганза знайшли отвір для введення персонажки після завершення першої сюжетної арки Супермен/Бетмен. Лоеб стверджує:

Це було зближення двох поїздів, що рухалися назустріч один одному. Я вже місяць працював над Суперменом, коли редактор Superman Group Едді «Extravaganza» Берганза та я перекидалися над історією на кшталт Армагеддону, де цей велетенський астероїд із Криптона прямував до Землі, і десь після Нептуна Супермен почав відчувати його. Ми з'ясували, що можемо зв'язати це у «Падіння Лютора», оскільки DC була дуже доброю, щоб дати мені і посадити Лекса в Білий дім, і з'ясувати, як його вигнати. Едді та я почали гигикати над можливостями того «щось» у астероїді. Чи «когось» в астероїді — жоден з нас не наважився промовити її ім'я, але ми обидва знали, про кого [ми] говорили.
Оригінальний текст (англ.)
It was the convergence of two trains heading on toward each other. I was working on the Superman monthly when Superman Group Editor Eddie "Extravaganza" Berganza and I were kicking around an Armageddon type story where this giant asteroid from Krypton was making its way toward Earth, and somewhere out past Neptune Superman was beginning to feel it. We figured we could tie it into "The Fall of Luthor" since DC was very kind to let me both put Lex in the White House and figure out how to get him out. Eddie and I started giggling over the possibilities of there being "something" in the asteroid. Or "someone" in the asteroid -- neither of us daring to speak her name, but we both knew who [we] were talking about.
— Джеф Лоеб
Сучасна версія Кари Зор-Ел дебютувала в Супермен/Бетмен № 8 (2004). Кара приймає мантію Супердівчини наприкінці сюжетної лінії. Серію коміксів «Супердівчина» згодом було перезапущено, тепер із Карою Зор-Ел як «Дівчиною зі сталі». Першу арку нової серії було написано Джефом Лоебом та ілюстровано Яном Черчиллем. Лоеб пізніше описав хвилювання від написання для Супердівчини:

Мені подобається те, що вона має всі ці сили та дізналася, як це бути супергероїнею в DCU, — казав Лоеб. — Одна справа спробувати те з Мисливцем (який жахаючий), але коли у вас такий образ, як Супердівчина, що намагається знайти свій шлях і водночас на рівні сил, який ми навіть не почали досліджувати … це треба зробити вчасно.
Оригінальний текст (англ.)
I love that she has all this power and has to learn what it is to be a superhero in the DCU," said Loeb. "It's one thing to try that with Manhunter (which is terrific), but when you have an icon like Supergirl trying to find her way and, at the same time, at a power level that we haven't even begun to explore … it should make for a bitchin' good time.
— Джеф Лоеб
Протягом переосмислення персонажки кроки назустріч знаковому персонажу були деякими з найвидатніших змін. Художник Джамал Ігл та редактор Метт Ідлсон перейшли до переходу персонажки від червоних трусиків під спідницею до велосипедних шортів, відчуваючи такий шанс логічно прогресивним і «поважнішим».

## Біографія персонажки

### Срібний вік
У своїй дебютній історії Кара Зор-Ел є останньою вцілілою з Арго-Сіті планети Криптон. Хоча Арго, яке вціліло під час вибуху планети, дрейфувало в космосі як самопідтримуване середовище, ґрунт колонії зрештою перетворився на криптоніт; і хоча Зор-Ел, батько Кари, розмістив свинцеві листи над поверхнею для захисту громадян від радіації, метеорити пробили покриття, і криптонці загинули від отруєння радіацією замість заміни металу.
У подальшій резервній появі Супердівчини в Action Comics, намальованій художником Джимом Муні протягом десяти років до 1968 року, Супердівчина прийняла особистість Лінди Лі, сироти з дитячого будинку Мідвейла під головуванням директорки Міс Гарт. Вона маскувалася, приховуючи біляве волосся під брунатною перукою; Супердівчина взаємодіяла з людьми на індивідуальній основі, роблячи добрі справи та рятуючи світ допомогою одній людині за раз, і вона також вигадувала розумні схеми як «таємна зброя Супермена», рятуючи його багато разів і уникаючи прийняття до того, як Супермен зможе представити її публічно.
Бувши тимчасово безсилою через підступ кандорського науковця Лесли-Лар, котра витіснила її на Землі, Лінда дозволила вдочерити себе інженерові й ракетному вченому Фреду Денверсу та його дружині Едні. З часом вона розкриває свою таємну особистість прийомним батькам того ж дня, коли її двоюрідний брат Супермен нарешті представляє її світові наприкінці найтривалішої серії DC (вісім глав), влучно названою «Найбільша героїня світу».
Коли часті сни про те, що її батьки живі, стають дійсністю, вона будує машину за допомогою таланту її батька-інженера, та повертає їх обох до життя з «Зони виживання», куди вони обидва телепортувалися в останні хвилини Арго-Сіті. Зор-Ел і Алура врешті-решт оселилися в Кандорі, і коли місто у пляшці було збільшено, вони обидва продовжили жити на Рокіні / Новому Криптоні, де вони мали сумний обов'язок отримання її решток після «Кризи» для поховання.
Закінчивши вищу школу 1965 року, Лінда Лі пішла до коледжу на стипендію та залишалася в коледжі Стенгоупа до випуску 1971 року. В цей період їй допомагали кіт Стрікі, суперкінь Комета та подруга Лена Торул, яка вперше з'явилася в серії Лоіс Лейн. Кара також є членкинею Легіону супергероїв, де вона зблизилася з Брейніаком 5. На додачу Лінда має хлопців із дитячого будинку (Річард «Дік» Малверн) й Атлантиди (мербой Джерро).
1967 року Супердівчина зустріла Бетдівчину вперше у World's Finest Comics. Розвиваючи міцну дружбу, дві персонажки багато разів об'єднувалися, як у Родині Супермена № 171 чи Пригоді № 381. 1969 року Супердівчина залишила Action Comics і стала характерною персонажкою в Adventure Comics, починаючи з випуску № 381 (червень 1969).
Протягом 1970-х років костюм Супердівчини часто змінювався, як і кар'єра в цивільному житті. У своїй таємній особистості Лінди Лі Денверс Кара Зор-Ел брала різноманітні роботи, включно з аспіранткою, телерепортером і студентським радником, і зрештою стала акторкою в телевізійній мильній опері «Таємні серця».

### Бронзовий вік
Після звільнення довготривалого редактора родини Супермена Морта Вейсінгера 1971 року персонажка пройшла ревіталізацію під редакцією Джо Орландо та художника Майка Сековскі. Вдягаючи серію нового одягу, залишивши прийомний будинок із родиною Денверсів, Лінда переїздить до Сан-Франциско, де вона працює на KSF-TV телеоператором і розробляє тиск на боса Джефрі Андерсона. Ці історії ввели найпам'ятнішого лиходія Супердівчини з цього періоду: небогу Лекса Лютора Насталтію, чи Насті. Насті двічі з'являлася до кінця років коледжу Лінди, потім переслідувала її до KSF-TV, намагаючись забезпечити доказ її подвійної особистості.
Супердівчина з'являлася у своїй однойменній щомісячній соло-серії, починаючи з 1972 року до жовтня 1974 року, коли її щомісячний комікс злився з Дівчиною Супермена Лоіс Лейн і Приятелем Супермена Джиммі Олсеном для виробництва нового коміксу: тоді найпродаванішої серії DC, званої Родина Супермена, де вона зрештою стала стійкою провідною історією. Лінда працювала студентським радником в Експериментальній школі Нових Афін до переїзду до Нью-Йорка, щоби слідувати акторській кар'єрі в денній мильній опері «Таємні серця».
1982 року Супердівчина отримала другу місячну соло-серію під назвою «Відважні нові пригоди Супердівчини», переміщаючи персонажку до Чикаго, тоді як Лінда стала дорослою студенткою психології. Легенда індустрії та колишній видавець DC Кармін Інфантіно надав ескіз олівцем (розмальований Бобом Окснером). З 13 випуском комікс було оновлено з новим дизайном костюму (спортивний з червоною головною пов'язкою) та скороченою назвою до просто Супердівчина. Серія тривала до раптового скасування 1984 року, лише за два місяці до дебюту персонажки у високобюджетному Голлівудському фільмі з Гелен Слейтер у головній ролі.
У Кризі на нескінченних Землях (1985) найбільші герої з Землі-1, Землі-2, Землі-4, Землі-S і Землі-X об'єднали сили задля перемоги Антимонітора. Коли Супермен приходить віч-на-віч з Антимонітором і непритомніє, Супердівчина кидається рятувати його до того, як його вб'ють. Вона здатна боротися з ним достатньо довго, щоб Доктор Лайт відніс її двоюрідного брата на безпечну відстань, але вбита Антимонітором. Громадська панахида для Супердівчини відбувається в Чикаго, де Бетдівчина (Барбара Гордон) висловлює похвалу. У своїх зауваженнях вона заявляє: «Кара героїня. Її не забудуть». Супермен потім ховає свою покійну двоюрідну сестру, забираючи її тіло на Рокін / Новий Криптон до Зор-Ела й Алури. Випуск «Супермен» наступного місяця розкриває, що Кара мала передчуття щодо власної загибелі. Проте, коли всесвіт перезавантажився, лінія часу змінилася. Кара Зор-Ел і всі спогади були стерті з існування.

### Відгомони
Після цих подій душа Кари Зор-Ел неперервно з'являлася за три роки в історії «Чи варто забути знайомство» у Різдві з супергероями № 2 (1989). В історії Бостон «Мрець» Бренд намагається відчути тепло Різдва, захоплюючи тіла ревелерів. Відчуваючи вину після усвідомлення того, що він крав Різдво інших, він летить геть, почуваючись винним за себе за відмову в нагороді після року допомоги людям. Тепло одягнена білявка наближається до Бренда, налякавши його. Якось побачивши зазвичай невидимого Бренда, вона говорить до нього, нагадуючи йому:
*
|  | Ми не робимо це для слави. Ми не робимо це для визнання … Ми робимо це, тому що це треба зробити. Тому що якщо ми не зробимо, ніхто не зробить. І ми робимо це навіть, якщо ніхто не знає, що ми робимо. Навіть якщо ніхто не знає, що ми існуємо. Навіть якщо ніхто не пам'ятає, що ми колись існували. Оригінальний текст (англ.) We don't do it for the glory. We don't do it for the recognition ... We do it because it needs to be done. Because if we don't, no one else will. And we do it even if no one knows what we've done. Even if no one knows we exist. Even if no one remembers we ever existed. |

Вона нагадує Брендові, що навіть хоча він мертвий, він усе ще людина, і він повинен радіти, оскільки це означає, що його дух досі живий. Коли жінка йде, Бренд питає її, хто вона, на що вона відповідає: «Моє ім'я Кара. Хоча я сумніваюся, що це щось означає для тебе». Історія, написана Аланом Бреннертом і намальована Діком Джордано, присвячена Отто Біндерові та Джимові Муні, додаючи: «Ми досі пам'ятаємо».
Нарешті, душа Кари Зор-Ел з'являється двічі за сценариста Пітера Девіда, а саме у випусках 48—49, коли вона з'являється перед поразкою й ув'язненням тієї Супердівчини, Лінди Денверс із Землі, та втішає її. Лінда визнає, що їй тричі допомагала її фантомна подруга, і коли вона питає її ім'я, та відповідає посмішкою: «Я пішла багатьма іменами, але найулюбленіше з них: Кара!».

### Сучасний Вік
2004 року Джеф Лоеб повторно ввів Кару Зор-Ел до сценарію після Нульової години протягом сюжетної лінії в серії Супермен/Бетмен. Вона є біологічною двоюрідною сестрою Супермена, і хоча хронологічно старша за нього, корабель, у якому вона подорожувала до Землі, втрапив у великий зелений криптонітовий метеорит, який тримав її у стані анабіозу більшу частину подорожі. DC Comics перезапустили «Супердівчина», першу сюжетну арку якої написав Лоеб, що показує Супердівчину в подорожі самопізнання. Поряд зі своєю подорожжю, вона зустрічає Павердівчину (двійник Кари Зор-Ел з іншого всесвіту), Юних титанів, Аутсайдерів, Лігу Справедливості Америки й архілиходія Лекса Лютора.
Протягом широкої серії-кросоверу компанії Нескінченна криза (2005), продовження Кризи на нескінченних Землях, Супердівчина транспортується до XXXI століття, де вона шанована як член родини Супермена та долучається до Легіону супергероїв. DC Comics перейменувала щомісячну серію Легіон супергероїв на Супердівчина та Легіон супергероїв. Починаючи з випуску № 16. В обмеженій серії 52, хроніки подій якої відбуваються у пропущений рік після закінчення Нескінченної кризи, Донна Трой відкликає оригінальну Кару Зор-Ел і її жертвопринесення задля порятунку всесвіту. Супердівчина повертається до XXI століття під час курсу 52. Після короткотривалої заміни тимчасово знесиленого Супермена як вартового Метрополіса, вона бере особистість Flamebird для боротьби зі злочинністю в місті у пляшці Кандор з Павердівчиною як Найтвінгом в арці Грега Рука «Супердівчина: Кандор».
2007 року Супердівчина з'явилася в мінісеріалі Атака амазонок! Того самого року вона долучилася до Юних титанів на п'ять випусків.
Розмови з іншими героями, які підтримують таємні особистості, привели Кару до висновку, що вона потребує глибшого зв'язку з людьми. Вона прийняла пропозицію Лани Ленг представити її персоналу Daily Planet як «Лінда Ленг», підліток-небога Лани.
У сюжетній арці 2008—2009 років «Новий Криптон», у якій Супермен виявляє та звільняє справжній Кандор і велику кількість його громадян, Супердівчина возз'єдналася зі своїми батьком Зор-Елом і матір'ю Алурою, хоча Зор-Ела вбито лиходієм Реактроном. Коли сформувалася планета, яку криптонці звуть Новим Криптоном, Кара розривалася між життям на Землі та зобов'язанням перед своєю матір'ю, зрештою долучившись до Наукової гільдії Нового Криптона.
Супердівчина згодом з'явилася в мінісеріалі 2009 року Ліга Справедливості: Плач за справедливість і сюжетній лінії 2009—2010 років «Найчорніша ніч». Сюжетну лінію Нового Криптона пізніше було вирішено в сюжетних лініях «Світ Нового Криптона», «Супермен: Останній із Нового Криптона», «Війна Суперменів», спричинивши руйнування Нового Криптона та оплакування Супердівчиною свого народу.
Супердівчина згодом з'явилася в сюжетній лінії 2010 року «Найясніший день», яка слідує за «Найчорнішою ніччю».

### New 52
У вересні 2011 року DC Comics почала The New 52, в якій вона скасувала всі свої щомісячні супергеройські комікси та перезапустила 52 нових, стираючи у процесі більшість минулих сценаріїв. Одним з нових коміксів була серія «Супердівчина», що зображувала нове походження Кари. У цьому сценарії корабель Кари приземлився у Смолвілі, Канзас, але промчав Землею та зупинився у Сибіру.
Кара не має пам'яті про знищення Криптона та вірить, що лише три дні тому її космічний апарат було запущено. Вона дізнається правду про знищення Криптона від Супермена, і згодом подорожує крізь червоточину до Арго-Сіті, який вона знаходить на орбіті навколо блакитного сонця. Вона знаходить місто в руїнах, без пояснень, як воно зустріло таку долю, та зазнає нападу жінкою-Вбивцею світів на ім'я Рейн до того, як місто впаде на сонце. Коли Рейн і її супутники-Вбивці світів планують поневолити Землю, Супердівчина повертається туди, щоби здолати їх, а потім приймає Землю як свій новий дім.
Після декількох битв із суперлиходіями, включно зі Вбивцями світів, суперзброєю криптонської розробки, вона приймає руйнування Криптона, але продовжує боротися зі своїм горем. Її бажання відновити Криптон призводить до того, що її маніпуляції майже знищили Землю іншим криптонцем, у якого вона закохалася. Усвідомивши його маніпулювання, вона вбиває його, проштрикнувши криптоніт крізь його серце, та зазнає отруєння криптонітом.
Після отруєння Супердівчина залишає Землю для самотньої смерті. Дрейфуючи в міжзоряному просторі, вона зустрічає планету під нападом монстрів і швидко втручається задля її порятунку, не знаючи, що вся планета є пасткою Брейніака. Її захопив і утримував Кіборг-Супермен, але після боротьби їй удається втекти від Брейніака та Кіборга-Супермена. Повернувшись на Землю, її відправляє в минуле Оракул разом із Суперменом і Супербоєм, де вона переконується, що воскреслий Х'Ел не може врятувати Криптон, і жертвує планетою та родиною заради порятунку всесвіту.
Повернувшись на Землю, вона зустрічає вбивцю Лобо. Спочатку прагне до мирного вирішення, бачачи деяку спорідненість із ним як єдиних уцілілих своїх світів (хоча не зовсім обізнана про обставини Лобо), зустріч Кари зі кзарнійцем розкриє глибокі психічні рани, спричинивши вивільнення її гніву та перетворення на Червоного Ліхтаря. Божевільно керована люттю, Кара мандрує космосом, атакуючи всіх на своєму шляху, доки її не захоплюють кілька Зелених Ліхтарів і приводять до Гела Джордана. Одразу розпізнавши криптонку і нездатний зняти перстень сили, не вбивши її, він приводить її до Гая Гарднера, лідера однієї з двох фракцій Червоних Ліхтарів, котрий спромігся повернути їй здоровий глузд.
Після деякого часу під опікою Гая Гарднера та захисту галактики як Червоний Ліхтар і подальшого звільнення з Корпусу Червоних Ліхтарів (оскільки Гай не хотів її марної смерті проти залишків групи Атросітуса), на шляху до Землі Кара зустрічає лідера Вбивць світів, який виявляється паразитарними обладунками. Він намагається асимілювати Кару як свого носія, але вона добровільно отруюється криптонітом, аби зупинити його, і врешті-решт летить на Сонце та знімає перстень сили, вбивши її та знявши його зі свого тіла. Проте, Кара виявляється безсмертною, поки перебуває в ядрі Сонця, та відроджується без персня сили чи будь-якої отрути криптонітом, одразу знищуючи Вбивцю світів. Вона пізніше допомагає Гаєві проти Атросітуса та його відокремленої групи Червоних Ліхтарів.

### Збіжністьі повернення до-Кризовоїверсії
Протягом сюжетної арки Збіжність початкова Кара Зор-Ел, яка пожертвувала собою під час Кризи на нескінченних Землях, з'являється на об'єднаній планеті Телос. Наприкінці саги вона знову добровільно б'ється з Антимонітором, але цього разу за допомогою Баррі Аллена її часової лінії, до-Flashpoint Супермена (на буксирі з його вагітною дружиною Лоіс Лейн), та Паралаксом, що розкаявся (Гел Джордан Нульової години), обіцяє здолати його заради продовженого існування мультивсесвіту. Непомічені, ті, хто лишився на Телосі, виявляють, що група була успішною й усі попередні часові лінії (за таємничим винятком до-Flashpoint і до-New 52 всесвіти DC) з історії DC було відновлено, хоча доля початкової Кари Зор-Ел і її супутників не згадувалася.
Трохи більше подробиць битви з Антимонітором пізніше виявляються в мінісерії коміксів New 52 (що призвела до події DC Відродження). Після поразки Антимонітора, до-New 52 Кларк і Лоіс вирішують почати життя заново у найближчому всесвіті, який вони можуть знайти (таємничо досі не в змозі побачити їхній старий всесвіт, навіть хоча решта мультивсесвіту була відновлена), тоді як до-Кризова Кара Зор-Ел разом зі своїми сучасниками Баррі Алленом і Паралаксом Нульової години / Гелом Джорданом вирушають на пошуки свого місця у всесвіті. Її доля з тієї сюжетної арки досі не розкрита.

### DC Відродження
Перезапуск коміксів DC Comics 2016 року Відродження об'єднує кілька елементів (як-от костюм, оточення та деяких персонажів) із телесеріалу на основі персонажки. Після подій, які призвели до смерті версії Супермена New 52, 16-річна Кара живе в Нешенел-Сіті з прийомними батьками, агентами D.E.O. Джеремаєю й Елізою Денверс, де вона відвідує вищу школу та працює з агентством на чолі з Камерон Чейз. Кара також пішла на стажування з Кет Грант. У своїй вступній арці «Панування Кіборга-Супермена» Кара виявляє, що кіборг Зор-Ел, з яким вона билася у своєму коміксі New 52, досі активний і перебудований іншими криптонцями (включно з її матір'ю Алурою), плануючи захопити Землю.

## Сили та здібності
Як і всі криптонці під жовтим сонцем, поточна версія Кари Зор-Ел володіє величезною надлюдською силою, швидкістю та витривалістю; невразливістю; польотом; суперподихом; рентгенівським, телескопічним, мікроскопічним і тепловим баченнями; заморожувальним диханням; а також суперслухом.
Тривалий вплив жовтого сонця повільно підвищує здібності. Багато персонажів у Всесвіті DC зазначили, що Супердівчина часом могутніша за самого Супермена; проте, як пояснює Супермен, вона може бути такою, оскільки він витратив життя, підсвідомо придушуючи свої сили, щоб не зашкодити іншим, тоді як Кара, без такого досвіду, безрозсудно використовує свої сили в повному обсязі.

## Інші версії
Існують численні альтернативні версії Супердівчини. Найпомітнішою є Павердівчина (справжнє ім'я Кара Зор-Л, також відома як Карен Старр), яка вперше з'явилася в All Star Comics № 58 (січень—лютий 1976).
Павердівчина є двійником Супердівчини із Землі-2 та першою двоюрідною сестрою Кал-Ла, Супермена до-Кризової Землі-2. Батьки немовляти Павердівчини дозволили їй уникнути знищення Криптона. Хоча вона покинула планету одночасно з Суперменом, її корабель набагато довше досягав Землі-2.
Вона має надлюдську силу та здатність літати, і є першою головою Товариства Справедливості Америки. Вона носить каре білявого волосся, одягає відмітний біло-червоно-синій костюм і має агресивний бойовий стиль. У своїх ранніх появах у All Star Comics вона часто має розбіжності з Диким котом, оскільки його схильність до розмов із нею, ніби вона звичайна людська жінка, а не надсильна криптонка, дратує її.
Вона також билася разом із командою Суверенної сімки, замінивши Рампарта після його смерті, хоча та серія не вважається частиною канону у всесвіті DC.
Обмежена серія 1985 року Криза на нескінченних Землях ліквідувала Землю-2, спричинивши зміну її походження; вона стала онукою Атлантійського чаклуна Аріона. Проте, події історії завершилися в обмеженій серії Нескінченна криза 2005—2006 років відновленням її статусу біженки з Криптона знищеного всесвіту до-Кризової Землі-2.
Як і Стрікі початкової Кари, Павердівчина має кота, показаного в історії Аманди Коннер у Диво-Жінка № 600.

## Критика
Ця версія Супердівчини оцінено на 153 місці серед найбільших персонажів коміксів усіх часів журналом Wizard.
IGN також оцінив цю версію Супердівчини на 94 місці серед найбільших супергероїв коміксів, заявивши: «для персонажки, народженої у Срібний вік, який бачив усе від Супермаля до Супермавпи, Кара Зор-Ел виросла у щось набагато більше, ніж просто інший маркетинговий хід з „S“ на грудях». 2013 року IGN оцінив Супердівчину на 17 місці серед найбільших супергероїв коміксів DC, заявивши: «вона була раннім прикладом жінки-супутниці, створивши велику фан-базу в її власному праві» та «Супердівчина була одним з найпотужніших героїв DC і стандартом для інших героїнь».

## Появи

### До-Кризові
- 1959—1969: Action Comics № 252—376.
- 1969—1972: Adventure Comics № 381—424.
- 1972—1974: Супердівчина (том 1) № 1—10.
- 1974—1982: Її комікс злився з Джиммі Олсеновим і Лоіс Лейн, аби стати Родиною Супермена[en] № 164—222.
- 1982—1984: Сміливі нові пригоди Супердівчини № 1—13, Супердівчина (том 2) № 14—23.
- 2015: Збіжність

Кара Зор-Ел з'явилася в понад 750 історіях, опублікованих DC з 1959 до 1985 року.

### Після-Кризові
- 1994: «Супердівчина» (том 3) № 1—4
- 1996—2003: «Супердівчина» (том 4) № 1—80, включаючи щорічний № 1—2 і № 1,000,000
- 2004—2005: Супермен/Бетмен № 8—13 і № 19
- 2005—2011: Супердівчина (том 5) № 0—67
- 2006—2008: Супердівчина і Легіон супергероїв (Легіон супергероїв, том 5) № 16—37
- 2007: Action Comics № 850
- 2008: Завершальна криза
- 2011—2015: «New 52»: «Супердівчина» (том 6) № 1—40
- 2016—дотепер: «Відродження»: «Супердівчина» (том 7) № 1—поточний

Кара Зор-Ел також з'явилася як supporting персонажка у кількох випусках інших коміксів DC, включно з Супермен, Action Comics, Юні титани, Атака амазонок, Третя світова війна та Диводівчина. Вона також з'явилася в багатьох випусках Супермен, Action Comics і Супермен: Новий Криптон, починаючи з події 2009 року Світ без Супермена та продовжуючи подією 2010 року Світ проти Супермена.

## Зібрані видання
Перелічені у хронологічному порядку. Всі назви віків не у сценарії з початковою чи сучасною Карою.
| Назва                                                                      | Зібрані матеріали |
| Оригінал                                                                   | Оригінал |
| -------------------------------------------------------------------------- | --- |
| Архіви Супердівчини, том 1                                                 | Superman № 123, Action Comics № 252—268 |
| Архіви Супердівчини, том 2                                                 | Action Comics № 269—285 |
| Супердівчина: Омнібус Срібного віку, том 1                                 | Action Comics № 252—307 |
| Супердівчина: Срібний вік, том 1 (м'яка обкладинка)                        | Action Comics № 252—284 |
| Вітрина подарунків: Супердівчина, том 1                                    | - Action Comics № 252—282 - Adventure Comics № 278 - Супербой № 80 - Супермен № 123, 139—140, 144 - Дівчина Супермена Лоіс Лейн № 14 - Приятель Супермена Джиммі Олсен № 40, 46, 51 |
| Вітрина подарунків: Супердівчина, том 2                                    | Action Comics № 283—321 |
| Бронзовий Вік                                                              | |
| Відважні нові пригоди Супердівчини, том 1                                  | Відважні нові пригоди Супердівчини № 1—12 |
| Відважні нові пригоди Супердівчини, том 2                                  | Відважні нові пригоди Супердівчини № 13, Супердівчина, том 2 № 14—23 |
| Сучасність                                                                 | |
| Супермен/Бетмен, том 2: Супердівчина                                       | Супермен/Бетмен № 8—13 |
| Супердівчина, том 1: Сила                                                  | - Супердівчина том 5 № 1—5 - Супермен/Бетмен № 19 |
| Супердівчина та Легіон Супергероїв, том 3: Дивний гість із іншого століття | Легіон супергероїв № 14—15, Супердівчина та Легіон супергероїв № 16—19 |
| Супердівчина та Легіон супергероїв, том 4: Навчання дорослих               | Супердівчина та Легіон супергероїв № 20—25 |
| Супердівчина та Легіон супергероїв, том 5: Війна Домінаторів               | Супердівчина та Легіон супергероїв № 26—30 |
| Супердівчина та Легіон супергероїв, том 6: У пошуках космічного хлопця     | Супердівчина та Легіон супергероїв № 31—36 |
| Супердівчина, том 2: Кандор                                                | - Супердівчина том 5 № 6—9 - Супермен/Бетмен № 27 - Супермен № 223 - ЛСА № 122—123                                                                                                  |
| Супердівчина, том 3: Індивідуальність                                      | - Супердівчина том 5 № 10—19 - Спецвипуск Нескінченне свято № 1 |
| Супердівчина, том 4: За добром і злом                                      | - Супердівчина том 5 № 23—27 - Action Comics № 850 |
| Супердівчина, том 5: Шлях світу                                            | Супердівчина том 5 № 28—33 |
| Супермен/Супердівчина: Вир                                                 | Супермен/Супердівчина: Вир № 1—5 |
| Супердівчина, том 6: Хто Супержінка?                                       | Супердівчина том 5 № 34, 37—42 |
| Супермен: Новий Криптон, том 2                                             | Супердівчина том 5 № 35—36 |
| Супермен: Кодова назва Патріот                                             | - Супердівчина том 5 № 44 - Action Comics № 880 - Супермен № 691 - Супермен: Світ Нового Криптона № 6                                                                               |
| Супердівчина, том 7: Друзі та втікачі                                      | - Супердівчина том 5 № 43, № 45—47 - Action Comics № 881—882 |
| Супердівчина, том 8: Смерть і родина                                       | - Супердівчина том 5 № 48—50 - Супердівчина щорічний том 5 № 1 |
| Супердівчина, том 9: Бізарро-дівчина                                       | Супердівчина том № 51—57 |
| Супердівчина, том 10: Лагідний труп                                        | - Супердівчина том 5 № 58—67 - Супердівчина щорічний том 5 № 2 |
| New 52                                                                     | |
| Супердівчина, том 1: Остання дочка Криптона                                | Супердівчина том 6 № 1—6 |
| Супердівчина, том 2: Дівчина у світі                                       | Супердівчина том 6 № 0, № 8—12 |
| Супердівчина, том 3: Святилище                                             | Супердівчина том 6 № 13—20 |
| Супердівчина, том 4: Поза минулим                                          | Супердівчина том 6 № 21—25, Супермен том 3 № 23.1: Кіборг-Супермен |
| Супердівчина, том 5: Червона дочка Криптона                                | Супердівчина том 6 № 26—33, Червоні ліхтарі № 28—29, Зелений ліхтар том 5 № 28 |
| Супердівчина, том 6: Горнило                                               | Супердівчина том 6 № 34—40, Супердівчина: Кінець майбутнього № 1 |
| Всі віки                                                                   | |
| Супердівчина: Космічні пригоди у 8 класі                                   | Супердівчина: Космічні пригоди у 8 класі № 1—6 |
| Решта                                                                      | |
| Пригоди Супердівчини                                                       | Пригоди Супердівчини № 1—6 |
| DC Відродження                                                             | |
| Супердівчина, том 1: Панування Кіборгів-Суперменів                         | Супердівчина: Відродження № 1, Супердівчина том 7 № 1—6 |

## В інших медіа

### Телебачення

#### Смолвіль
- До сьомого сезону[en] (2007—2008) хіт-шоу WB/CW Таємниці Смолвіля, де її було введено до акторського складу та зображено Лорою Вандервурт, жінку, яка стверджувала, що є Карою (зображену Адріаною Палікі), було коротко представлено наприкінці третього сезону. Пізніше з'ясовується, що її справжнє ім'я Ліндсі Гаррісон, і їй було дано хибні спогади та сили штучним інтелектом батька Кларка Кента (Том Веллінг) Джор-Ела[en] як частина серії випробувань. Вандервурт зображувала справжню Кару, двоюрідну сестру Кларка, чий космічний корабель потрапив у стазис до подій кінця шостого сезону. Більша частина сьомого сезону стосується спроб Кари пристосуватися до життя на Землі, особливо після новини про знищення Криптона. Її сюжетна лінія бачить її одночасно об'єктом одержимості Лекса Лютора (Майкл Розенбаум[ru]) та любові Джиммі Олсена (Аарон Ешмор), стражданням від нападу амнезії, виявленням батькових (Крістофер Хейєрдал) злісних мотивів і ціллю злого андроїда Брейніака[en] (Джеймс Марстерс). Закінчення сезону бачить Кару в пастці у Фантомній зоні[en]. Починаючи з восьмого сезону[en], Вандервурт припиняє регулярні знімання, але грає свою роль ще тричі. У своїй першій гостьовій появі, «Кровна лінія», Кара звільнена з Фантомної зони, а згодом вирушає з Кларкового рідного Смолвіля на пошуки Кандора, її рідного міста, завдяки чуткам про вцілілих під час знищення їхньої рідної планети. Вона знову з'являється в епізоді десятого сезону[en] «Супердівчина», в якому вона формально приймає своє супергеройське прізвисько. На її позаекранні пригоди присутній натяк у подальшому. Вандервурт востаннє з'являється в передостанньому епізоді шоу «Пророцтво», в якому вона допомагає Зеленій Стрілі[en] (Джастін Хартлі) віднайти «Лук Оріона[en]» та використати проти Дарксайда. Її потім викликають до Фортеці Самотності, де вона дізнається від Джор-Ела, що її робота на Землі виконана. Використавши перстень польотів Легіону супергероїв, вона подорожує в майбутнє на пошуки власної долі. Продовження шоу як комікс «Сезон 11» пізніше показує продовжену історію Кари в XXXI столітті, подальше повернення в теперішнє та долучення до Ліги Справедливості.

#### DC Nation Shorts
- Супердівчина з'явилася в Супернайкращі друзі назавжди[en], озвучена Ніколь Салліван[en].

#### Мультивсесвіт Стріли
- У вересні 2014 року CBS анонсувала, що вони дадуть серіал, присвячений Супердівчині. Серіал зображає 24-річну Кару Зор-Ел, яка використовує свої сили після того, як раніше ховала їх. Його було написано Грегом Берланті й Алі Адлер, які також є виконавчими продюсерами з Сарою Шехтер. Серіал вироблено Warner Bros. Television і Berlanti Productions[56]. У січні 2015 року Мелісса Бенойст увійшла до акторського складу[57]. Він дебютував 26 жовтня 2015 року[58]. Починаючи з другого сезону, серіал переїхав на The CW. Бенойст також виконала роль запрошеної зірки в епізодах-кросоверах Легенди завтрашнього дня, Флеша та Стріли[59].

### Фільми

#### Серія фільмівСупермен
- Живе зображення Супердівчини вперше з'являється в однойменному фільмі 1984 року[en] з Гелен Слейтер[en] у головній ролі Супердівчини[60]. Фільм є спін-офом серії фільмів Супермен із Крістофером Рівом у головній ролі, які зв'язані персонажем Марка Макклура Джиммі Олсеном[en]. Фільм був погано прийнятий і не мав касового успіху. Проте, в подальшому він отримав культ. Його сюжет стосується Супердівчини, двоюрідної сестри Супермена, яка покидає ізольовану криптонську спільноту Арго-Сіті та вирушає на Землю у прагненні отримати унікальний «Омегагедрон». Предмет потрапив до рук злої відьми Селени (Фей Данавей) після зникнення з Арго-Сіті, і настає спустошення.

#### Розширений всесвіт DC
- Кара Зор-Ел / Кара Денверс / Супердівчина існує в розширеному всесвіті DC, оскільки її було згадано в Людині зі сталі, коли Кал-Ел / Кларк Кент / Супермен виявляє порожню капсулу з криптонським розвідувальним космічним кораблем. Вона також є основною персонажкою пов'язаного коміксу-приквелу Людина зі сталі, де її показано як предка Кал-Ела, а не двоюрідну сестру.

#### Анімація
- Саммер Глау озвучує після-Кризову версію Кари Зор-Ел у Супермен/Бетмен: Апокаліпсис[en], яка заснована на сюжетній лінії Супермен/Бетмен «Супердівчина з Криптона». Попри це, режисерка Лорен Монтгомері[en] підтвердила, що ім'я Супердівини було вилучено з назви через набагато повільніші продажі попереднього анімаційного фільму Диво-жінка[en], і персонажці не дозволили з'явитися на обкладинці у своєму знаковому спорядженні[61]. У фільмі Кара прибуває на Землю в ракеті, де її знаходить Бетмен і Супермен. Після життя серед людської раси й отримання навчання від амазонок, Кару викрадає Дарксайд і промиває мозок, роблячи своєю Фурією. Врешті-решт, її рятує двоюрідний брат і повертає на Землю. Після повернення до будинку Кентів Кара та Кларк атаковані Дарксайдом, і розгортається масова битва. Кара майже долає Дарксайда завдяки тренуванням амазонок, але пересилена і майже вбита. Зрештою Кара рятує становище використанням «Boom Tube» для телепортації Дарксайда в невідому ділянку космосу, де він показаний замороженим і у дрейфі. Наприкінці фільму Кара приймає особистість Супердівчини та присягається боротися за справедливість разом із двоюрідним братом.
- Моллі Квінн озвучила Супердівчину в Супермен: Незв'язаний[en].
- Супердівчина з'являється в Супергерої Lego DC Comics: Ліга Справедливості: Космічне зіткнення[en], озвучена Джессікою Дісікко[en].
- DC Супергероїні[en] чи DC Дівчата-супергерої (у різних країнах) — американська супергеройська франшиза екшн-іграшок, створена DC Comics (дочірньою компанією TimeWarner) і Mattel, яка запустилася у третьому кварталі 2015 року. Франшизу було анонсовано у квітні 2015 року. Діапазон включає книги Random House, сполуки LEGO й екшн-іграшки Mattel[62]. Вебсайт було запущено на початку липня 2015 року. На запуску представлені такі персонажі: Диво Жінка, Бет-дівчина, Гарлі Квінн, Отруйний Плющ, Катана[en] та Джміль[en][63]. Інші персонажі, включно з Гелом Джорданом[en], Баррі Алленом, Стар Сапфір[en], Хлопчик-звір[en], Гепардом[en], Дівчиною-яструбом і Жінкою-Кішкою також з'явилися[64]. Аманда Воллер представлена як головна постановки серії Super Hero High. Багато інших героїв і лиходіїв DC Comics з'явилися на тлі як камео. Історія про те, як у Супергеройській вищій школі добре відомі герої DC відвідують заняття та дають раду всім незручностям дорослішання (з доданим стресом наявності суперсил)[65]. Супердівчину озвучила Анаіс Фейрвезер. Фільм DC Супергероїні: Героїня року[en], заснований на серії, було випущено 2016 року[66].

### Відеоігри
- Супердівчина з'явилася в DC Universe Online[en], озвучена Адріенн Мішлер. У лиходійській кампанії гравець допомагає докторові Психо захопити Супердівчину, використовуючи криптоніт. У геройській кампанії гравець б'ється з доктором Психо за порятунок Супердівчини.
- Супердівчина розблоковується в Lego Batman 2: DC Super Heroes[en], озвучена Бріджит Гоффман[en].
- Супердівчина з'являється як камео в IOS версії Injustice: Gods Among Us як картка підтримки.
- Супердівчина з'являється як ігрова персонажка у Lego Batman 3: Beyond Gotham[en], озвучена Карі Валгрен[en]. Вона є ігровою у варіанті за замовчуванням, який розроблено після її появи в New 52 та в її класичному вбранні. Її класичний варіант розблоковується у VR Mission, а варіант New 52 розблоковується у Hub Quest у Nok, де вона прохає гравця здолати певну кількість ворогів, яких вона випадково звільнила з кліток.
- Супердівчина з'являється як ігрова персонажка у Infinite Crisis●}, озвучена Каміллою Ладдінгтон[67].
- Супердівчина з'являється як ігрова персонажка і центральна протагоністка у Injustice 2 від NetherRealm Studios, продовженні Injustice: Gods Among Us, озвучена Лорою Бейлі. В режимі історії її корабель знаходить Блек Адам на Землі, і вона спочатку погоджується долучитися до залишків Режиму, для допомоги двоюрідному братові Суперменові у втечі задля отриманні допомоги у спиненні вторгнення Брейніака, поки Бетмен звільняє Супермена й інших ув'язнених під час вторгнення Брейніака членів Режиму, і вона виявляє, що Режим діє п'ять років, стаючи лякаючим діями її двоюрідного брата. Протягом фінальних глав проти Брейніака, коли Супермен і Бетмен знову сперечаються, чи вбити Брейніака, чи зберегти йому життя задля порятунку цілих планет і міст, які захопив Брейніак, вона пристає до Бетмена задля порятунку двоюрідного брата від тиранічного себе. У Бетменовій кінцівці, після перемоги він пропонує їй місце в новій Лізі Справедливості за зусилля у зупинці вторгнення. У Суперменовій кінцівці, після перемоги її замикає двоюрідний брат і наполегливо просить долучитися до Режиму, на що вона відмовляється, і показується контрольований розумом Бетмен над службі в Супермена, лякаючи її. В її одиночній кінцівці, вона помічає Криптон серед колекції вкрадених світів Брейніака, і сподівається знайти безпечний шлях звільнення свого дому. Наближаючись до обернення колекції Брейніака, вона сподівається знайти правильну зоряну систему й урятувати Арго-Сіті та Кандор, хоча вона шкодує про невдачу в порятунку Супермена[68][69].
- Супердівчина з'являється як мініфігура обмеженого поширення для відеогри зі справжніми іграшками[en] Lego Dimensions, з Карі Валгрен у її ролі. Вона має здатність перетворюватися між класичною та формою Червоного Ліхтаря[70].